# Siedleszczany
Siedleszczany – wieś w Polsce położona w województwie podkarpackim, w powiecie tarnobrzeskim, w gminie Baranów Sandomierski.
| SIMC    | Nazwa | Rodzaj    |
| ------- | ----- | --------- |
| 0787483 | Bugaj | część wsi |

W latach 1975–1998 miejscowość administracyjnie należała do województwa tarnobrzeskiego.

## Historia
Siedliszcze oznaczało osiadły, zasiedlony, siedlisko. Pierwsze wzmianki o tej miejscowości napotykamy z XV wieku w Encyklopedii Gutenberga.
Jan Długosz opisuje, że Siedleszczany dziedziczyli XV wieku "dwa Janowie i Mikołaj k. Prus", który oprócz tego "miał tam klasztor koprzywnicki, dwa łany na których pierwej stały dwie karczmy należące do prob. w Miechocinie". Inne przekazy informują natomiast, że wieś tą zmienił był niegdyś opat klasztoru koprzywnickiego na inną osadę - mianowicie Ocice.
W czasach, kiedy baranowskimi dobrami zarządzali już Leszczyńscy, Siedleszczany podzielone były pomiędzy trzech właścicieli - braci Marcina, Stanisława i Benedykta Siedliszczowskich. Jak pisze trzysta lat później Chlebowski "we wszystkich trzech częściach było 21 kmieci 10 ¾ łanów i 2 pręty , zagrodników z rolami 18, bez roli 1, komor. z bydłem 6, bez bydła, rzemieślników 3". W XIX wieku Siedleszczany liczyły "50 domów i 241 mieszkańców w tym 231 rzym. kat. i 10 Izrael". Także i ten teren włączony był do parafii w Miechocinie.
W 1949 roku z inicjatywy, sołtysa wsi Jana Roga powołana zostaje jednostka Ochotniczej Straży Pożarnej. W 1955 roku powstaje Koło Gospodyń Wiejskich, którego przewodniczącą jest Katarzyna Róg. W tym też roku we wsi założony zostaje kołchoz, którego założycielami byli: Żygóła, Róg, Panek, Chabzda. Budynek ten znajduje się do dziś na tzw. "kołkach" - to nazwa znajdujących się tam pól. Na wsi występują jeszcze inne lokalne określenia miejsc np. "mokro", "żabieniec", "pod lasem", "za wałem", "sadyksze", gdzie obecnie znajduje się zwałka.
W latach 50. XX wieku w okolicy Siedleszczan wydobyta została najdłuższa znana łódź dłubanka w Europie, jest ona eksponowana w zamku w Baranowie Sandomierskim.